# 麥士蒂可人
麥士蒂可人，是葡萄牙人與斯里蘭卡人(僧伽羅人和泰米爾人)的混血兒。這族群的形成可追溯至16世紀。

## 歷史
斯里蘭卡第一批混血兒來自葡萄牙探險家，士兵和商人，他們在瓦斯科·達·伽馬的開拓印度洋之旅後抵達斯里蘭卡。
當荷蘭人接管斯里蘭卡沿海地區時，麥士蒂可人的後裔逃至僧伽羅統治下在康提王國的中央山區避難。
到了18世紀中葉，麥士蒂可人的後代部分地與荷蘭人的後裔合併，形成了一個新歐亞社區（葡萄牙人，荷蘭人，僧伽羅人和泰米爾人的混合體），被稱為“伯格人”。其中一些人講葡萄牙語，其他人講荷蘭語。後來，伯格人社區發展成兩個不同的社區：荷蘭伯格人和葡萄牙伯格人。
葡萄牙在斯里蘭卡的存在擴展到非城市地區，斯里蘭卡社會，文化和行政管理中有廣泛的葡萄牙遺產。葡萄牙來源的詞可以在僧伽羅語中找到（至少1000個單詞），可能會有更多但尚未完成的研究。